# Septembre noir (1970-1971)
Pour les articles homonymes, voir Septembre noir.
Guerre froide arabe
Septembre noir (en arabe : أيلول الأسود) est un conflit qui débuta le 12 septembre 1970, lorsque le royaume hachémite du roi Hussein de Jordanie déclencha des opérations militaires contre les fedayins de l'Organisation de libération de la Palestine (OLP), dirigée par Yasser Arafat, pour restaurer l'autorité de la monarchie dans le pays à la suite de plusieurs tentatives palestiniennes de renverser Hussein, avec l'aide dans une certaine mesure de l'armée syrienne[précision nécessaire].
La violence des combats fit plusieurs milliers de morts de part et d'autre, en majorité des civils palestiniens.
Le conflit entre l'armée jordanienne et l'OLP s'envenime et se poursuit jusqu'en juillet 1971, date à laquelle Arafat et ses combattants sont expulsés de Jordanie manu militari et trouvent refuge au Liban, sous la protection syrienne. Le Premier ministre tunisien Bahi Ladgham est nommé médiateur et conciliateur entre les Jordaniens et les Palestiniens au cours de cette crise.

## Contexte historique
À la fin des années 1960, le Fatah, faction de l'OLP, installe en Jordanie un véritable « État dans l'État » : nombre sans cesse croissant de postes de contrôle tenus par les fedayins, des impôts perçus, le refus des Palestiniens de voyager avec des plaques jordaniennes sur leurs véhicules, etc. Les régions de Jordanie où les Palestiniens rejettent en masse l'autorité du roi Hussein se multiplient. De ces zones palestiniennes, l'OLP effectue des raids et des attaques contre Israël.
C'est l'époque où Yasser Arafat appelle ouvertement au renversement de la monarchie hachémite en s’appuyant sur le fait que la majorité des habitants de la Jordanie sont Palestiniens. Le roi Hussein cherche désespérément un compromis avec l'OLP pour calmer le jeu. Allié des États-Unis et émargeant même à la CIA, le roi entretient des canaux de communication avec les dirigeants israéliens, accentuant les tensions avec l'OLP.
Absorbé par sa lutte de palais avec Arafat, le roi Hussein cherche également un compromis et la paix avec Israël. C'est le « plan Rogers (en) » qui prévoit la fin des opérations militaires jordaniennes contre l'État hébreu, et la paix également entre l'Égypte et Israël. Le Fatah et le Front populaire de libération de la Palestine (FPLP) de Georges Habache considèrent ce plan comme une trahison de la cause palestinienne. Au début de l'année 1970, le roi Hussein décide de réduire l'influence d'Arafat et des fedayins en Jordanie. Les relations s'enveniment alors et les événements s'accélèrent.
Le congrès de l’Union générale des étudiants palestiniens (GUPS) accueille en septembre 1970 des centaines de militants d’extrême gauche étrangers, dont certains sont juifs, entrés parfois clandestinement en Jordanie. Pour certains observateurs, le pays se trouve dans une situation de « double pouvoir » conduisant à l'effacement progressif de la monarchie devant l'insurrection palestinienne. Georges Habache déclare : « Tout ce que nous voulons, c'est combattre Israël et rien d'autre. Mais le régime jordanien considère que notre seule présence dans le pays représente pour lui un danger […] Pour nous, le roi Hussein est un dirigeant réactionnaire, chef d'un État réactionnaire et donc un obstacle. Et pour réussir notre révolution, nous devons supprimer cet obstacle. »

## Chronologie des événements
Le 1er septembre 1970, le roi Hussein échappe une nouvelle fois à un attentat palestinien. Le 6 septembre, le FPLP détourne en même temps quatre avions de ligne : une tentative échoue (le détournement du vol d'El Al Amsterdam-New York par un groupe mené par Leïla Khaled), mais les trois autres avions se posent sur l'ancienne base aérienne Dawson à Zarka. Cette opération est connue sous le nom de détournements de Dawson's Field. Le 12 septembre 1970, sur Dawson Field, où sont retenus des otages juifs et israéliens, les pirates de l'air du FPLP font exploser les trois avions vides devant la presse internationale. Bien que ces détournements n'aient fait aucune victime et se soient conclus par la libération des otages, ils procurent au roi Hussein le prétexte d'une offensive destinée à rétablir l'ordre. Le 16 septembre, assuré du soutien des États-Unis et d’Israël, il décrète la loi martiale et ordonne le début de l'offensive.
Le 17 septembre 1970, l'armée jordanienne intervient massivement contre les fedayins, et l'artillerie commence à bombarder les camps de réfugiés et les bâtiments qui abritent les organisations palestiniennes. Au bout de dix jours de pilonnages, les camps sont rasés et les organisations palestiniennes doivent trouver refuge au Liban et même en Israël, certains des fedayins de Yasser Arafat préférant traverser la frontière israélienne pour ne pas se faire massacrer par les soldats jordaniens.
La Syrie envoie alors des blindés à la frontière afin de venir en aide aux Palestiniens, mais Hussein sollicite l'aide des États-Unis et de quiconque prêt à empêcher la Syrie d'intervenir. Le ministre de la Défense, Hafez el-Assad, alors en train de manœuvrer pour s'emparer du pouvoir du président syrien, Noureddine al-Atassi, interdit à l'aviation syrienne de décoller. Israël répond à la demande d'aide des Jordaniens en envoyant des avions simuler des attaques contre les chars syriens. L'armée syrienne fait demi-tour, abandonnant les troupes d'Arafat à leur sort.
L'armée jordanienne, composée en partie de soldats palestiniens, ne connait que peu de défections, contrairement aux espoirs des fedayins. L'envoyé spécial du Monde, le journaliste Éric Rouleau, raconte : « Le roi avait confié la plupart des postes à des Transjordaniens de souche. Il avait organisé une campagne d'information destinée à discréditer les commandos, accusés d’être des athées, des ennemis de Dieu, des alliés des Juifs d’extrême gauche. [..] De jeunes Israéliens, des Juifs européens et américains n'avaient-ils pas participé au congrès de l'Union des étudiants palestiniens ? »
Le 27 septembre 1970, le président égyptien Nasser parvient à faire cesser les hostilités entre la Jordanie et l'OLP. Par la suite, le roi Hussein reprendra le « nettoyage » de la Jordanie durant l'été 1971.

## Bilan et conséquences
Le nombre de victimes palestiniennes de ce mois de « Septembre noir » n'est pas connu avec exactitude. Les estimations oscillent entre 3 500 (sources jordaniennes) et 10 000 morts et plus de 110 000 blessés (sources palestiniennes). Hamit Bozarslan indique : « (...) la répression massive fait, selon les estimations basses, 3 500 morts, dont beaucoup de civils, et 10 000 blessés. »
L'implantation en masse de combattants palestiniens au Liban, pays politiquement fragile, a été l'un des facteurs déclenchant de la guerre du Liban[réf. nécessaire].
L'organisation Septembre noir a assassiné le Premier ministre jordanien Wasfi Tall en novembre 1971 et effectué la prise d'otages des Jeux olympiques de Munich en 1972.